# Jill Tarter
Jill Cornell Tarter (nascida o 16 de janeiro de 1944) é uma astrónoma norte-americana. Ex-directora do Centro de investigação SETI, ocupou a cátedra Bernard M. Oliver de SETI, no Instituto SETI, até sua aposentação em maio de 2012. Foi uma das fundadoras do instituto em 1984.
Tarter estudou na Universidade Cornell, onde obteve a Licenciatura em Engenharia Física em 1965. Posteriormente realizou um Mestrado (1971) e doutoramento (1975) em Astronomia na Universidade de Califórnia em Berkeley.